# Pierwsze oblężenie Warszawy (1794)
Oblężenie Warszawy – oblężenia miasta podczas insurekcji kościuszkowskiej pomiędzy 13 lipca a 6 września 1794 roku.

## Strony konfliktu
Koncentryczny marsz Prusaków i Rosjan na Warszawę zmusił Tadeusza Kościuszkę do stoczenia bitew na zachodnich przedpolach miasta (pod Gołkowem i pod Raszynem), w dniach 9 i 10 lipca. Wskutek dwukrotnej przewagi sił nieprzyjaciela, Kościuszko wycofał się na linię umocnień Warszawy i zamierzał bronić stolicy z warownych obozów położonych po zewnętrznej stronie fortyfikacji miejskich, które pośpiesznie rozbudowywał. Miasta broniło 17 tys. piechoty regularnej, 15 tys. milicji municypalnej, 18 tysięcy włościan oraz 140 dział.
Prusacy w sile 40 batalionów piechoty, 60 szwadronów jazdy i 100 dział (w sumie 30 tys. żołnierzy) rozlokowali się między Wawrzyszewem, Górcami, a Szczęśliwicami. Dowództwo osobiście sprawował Fryderyk Wilhelm II. Prusaków wspomagał korpus Rosjan w sile 13 tys. żołnierzy, dowodzony przez Iwana Fersena, stojący między Rakowem, a Służewem i Wilanowem.

## Przebieg bitwy
W oczekiwaniu na ciężką artylerię z Grudziądza, Prusacy i Rosjanie rozpoczęli długotrwałe oblężenie. Dzięki świetnie ufortyfikowanym pozycjom obronnym, straty polskie nie były duże, a postępy pruskie zostały skutecznie powstrzymane. W końcu lipca uwaga Prusaków koncentrowała się na Woli, bronioną przez gen. Józefa Zajączka do 27 lipca.
26 sierpnia, podczas nieobecności dowodzącego odcinkiem księcia Józefa Poniatowskiego, Prusacy po zaciętych walkach zdobyli Szwedzkie Górki. Padł Wawrzyszew.
28 sierpnia załamało się silne natarcie pruskie na olszynę powązkowską i Marymont bronione przez Jana Henryka Dąbrowskiego, wspartego przez Kościuszkę. Był to ostatni wielki szturm na pozycje polskie. Na więcej armii pruskiej nie było już stać.
6 września, na wieść o wybuchu powstania w Wielkopolsce król pruski zwinął oblężenie. W toku walk na przedpolach Warszawy, wojsko pruskie stopniało do 18 tysięcy – straciło prawie połowę stanu wyjściowego. Prusacy odeszli do Wielkopolski, a Rosjanie za Pilicę.